# Östgötapatrioten
Östgötapatrioten var en dagstidning utgiven i Norrköping under perioden 2 december 1844 till 26 december 1845. 
Tidningen trycktes hos Östlund & Berlings antikvariat och kom ut onsdagar och lördagar till och med 21 juni 1845 därefter endast lördagar. Tidningen hade 4 sidor i kvarto och 2 spalter. Typsnitt fraktur och antikva. Priset var 5 riksdaler banko för 1845 till 21 juni 1845 och sedan 1 riksdaler 16 skilling banko för resten av året.
Utgivningsbevis för tidning utfärdades för boktryckaren F. Th. Berling 13 december 1844 Såsom Bihang till Östgöta Patrioten utgavs av samme man: Annonsblad för Norrköping och Söderköping från 4 januari 1845 till 26 juni samma år. Bilagan trycktes hos Östlund & Berling med frakturstil. Bladet utkom 2 gånger i veckan, onsdag och lördag, med 4 sidor i kvarto, med 2 spalter för annonsbladet ensamt var prenumeration 1 riksdaler 40 skilling banko. Då denna tidning upphörde, erhöll prenumeranterna tillbaka halva årsavgiften eller i dess ställe Onkel Adams, Får gå!
Kungliga Bibliotekets exemplar är defekta enligt Sveriges periodiska litteratur.